# Laroque-d'Olmes
Laroque-d'Olmes (La Ròca d'Òlmes en occitan languedocien) est une commune française, située dans l'est du département de l'Ariège, en région Occitanie. Sur le plan historique et culturel, la commune fait partie du pays d'Olmes, haut lieu de la tragédie cathare alliant des paysages d'une extrême diversité.
Exposée à un climat océanique altéré, elle est drainée par le Touyre, le ruisseau du Sautel et par divers autres petits cours d'eau. La commune possède un patrimoine naturel remarquable composé de sept zones naturelles d'intérêt écologique, faunistique et floristique.
Laroque-d'Olmes est une commune rurale qui compte 2 414 habitants en 2022. Elle appartient à l'unité urbaine de Laroque-d'Olmes et fait partie de l'aire d'attraction de Lavelanet. Ses habitants sont appelés les Laroquais ou Laroquaises.
Commune de tradition textile, elle appartient au Pays des Pyrénées cathares, labellisé Pays d'art et d'histoire. Il s'agit de la deuxième commune la plus peuplée du Pays d'Olmes, après Lavelanet.
Le patrimoine architectural de la commune comprend un immeuble protégé au titre des monuments historiques : l'église du Saint-Sacrement, inscrite en 2001.

## Géographie

### Localisation
1. Carte dynamique
2. Carte Openstreetmap
3. Carte topographique
4. Carte avec les communes environnantes

La commune de Laroque-d'Olmes se trouve dans le département de l'Ariège, en région Occitanie.
Sur le plan historique et culturel, Laroque-d'Olmes fait partie du pays d'Olmes, haut lieu de la tragédie cathare alliant des paysages d'une extrême diversité.
Elle se situe à 22 km à vol d'oiseau de Foix, préfecture du département, à 27 km de Pamiers, sous-préfecture, et à 13 km de Mirepoix, bureau centralisateur du canton de Mirepoix dont dépend la commune depuis 2015 pour les élections départementales.
La commune fait en outre partie du bassin de vie de Lavelanet.
Les communes les plus proches sont : 
Esclagne (2,3 km), Régat (2,3 km), Tabre (2,4 km), Dreuilhe (2,8 km), Aigues-Vives (3,0 km), La Bastide-sur-l'Hers (3,4 km), Léran (3,7 km), Le Peyrat (4,2 km).
Laroque-d'Olmes est limitrophe de neuf autres communes.
| Tabre, Esclagne | Aigues-Vives    | Régat                 |
| Sautel          | Laroque-d'Olmes | Léran                 |
| Lavelanet       | Dreuilhe        | La Bastide-sur-l'Hers |

### Superficie et relief
La superficie cadastrale de la commune publiée par l’Insee, qui sert de références dans toutes les statistiques, est de 14,36 km2,. La superficie géographique, issue de la BD Topo, composante du Référentiel à grande échelle produit par l'IGN, est quant à elle de 14,32 km2. Son relief est relativement accidenté puisque la dénivelée maximale atteint 327 mètres. L'altitude du territoire varie entre 408 m et 735 m.

### Géologie
La commune est située dans le Bassin aquitain, le deuxième plus grand bassin sédimentaire de la France après le Bassin parisien, certaines parties étant recouvertes par des formations superficielles. Les terrains affleurants sur le territoire communal sont constitués de roches sédimentaires datant du Cénozoïque, l'ère géologique la plus récente sur l'échelle des temps géologiques, débutant il y a 66 millions d'années. La structure détaillée des couches affleurantes est décrite dans la feuille « n°1076 - Lavelanet » de la carte géologique harmonisée au 1/50 000ème du département de l'Ariège, et sa notice associée.

### Hydrographie

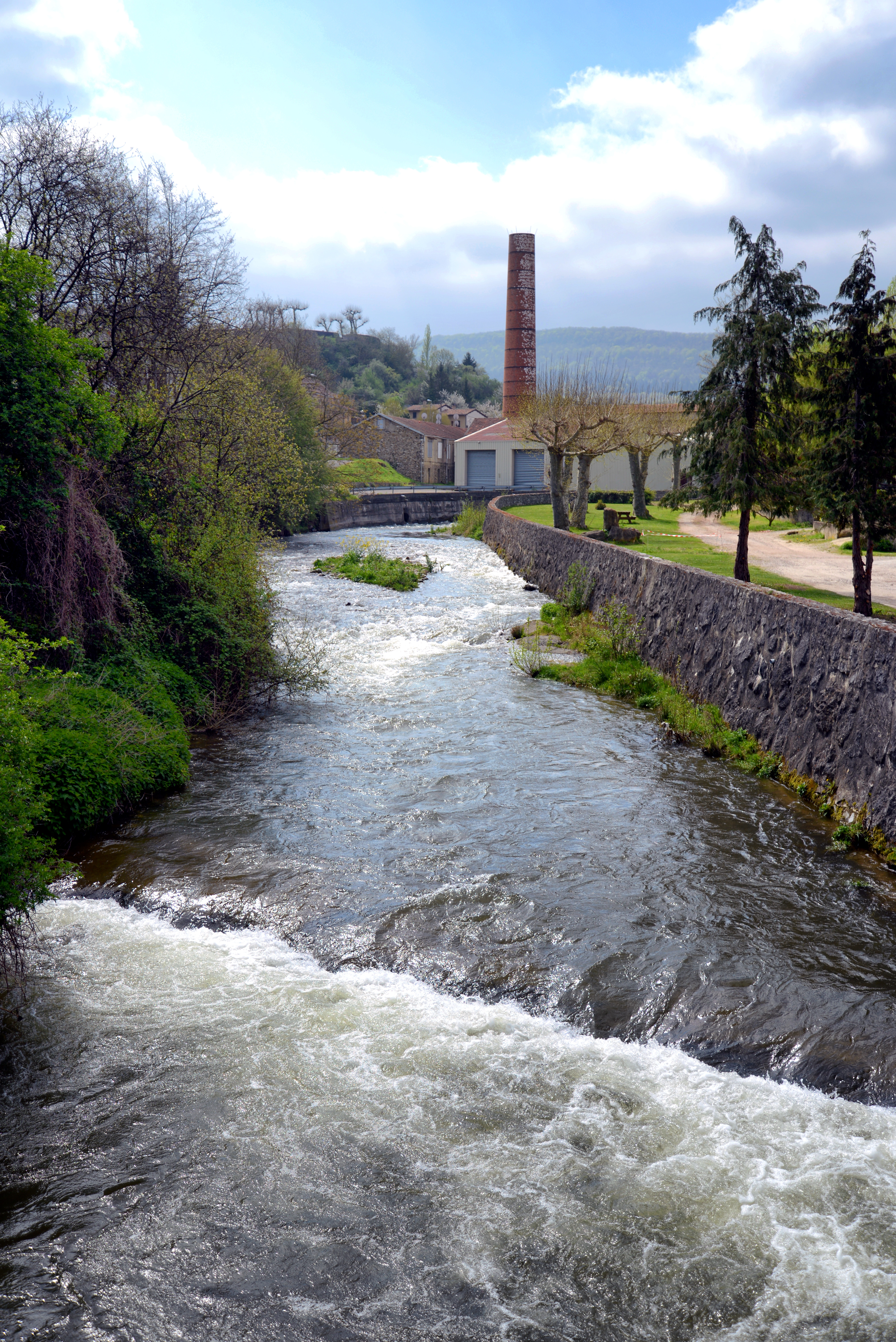
Le Touyre.

Le Touyre (ou rivière le Touyre) est le principal cours d'eau communal. Il conflue avec le Grand Hers, affluent de l'Ariège. Il traverse le territoire communal dans une orientation sud-nord. Au cours de cette traversée, le Touyre reçoit les apports d'eaux des ruisseaux de Coucu Ruch et des Esclauzades (rd), d'Esclagne et de Feyche Longue (rg).

### Climat
Pour des articles plus généraux, voir Climat de l'Occitanie et Climat de l'Ariège.
En 2010, le climat de la commune est de type climat océanique altéré, selon une étude s'appuyant sur une série de données couvrant la période 1971-2000. En 2020, Météo-France publie une typologie des climats de la France métropolitaine dans laquelle la commune est exposée à un climat de montagne et est dans la région climatique Pyrénées centrales, caractérisée par une pluviométrie annuelle de 1 000 à 1 200 mm.
Pour la période 1971-2000, la température annuelle moyenne est de 12,2 °C, avec une amplitude thermique annuelle de 15,5 °C. Le cumul annuel moyen de précipitations est de 841 mm, avec 9,9 jours de précipitations en janvier et 6,2 jours en juillet. Pour la période 1991-2020, la température moyenne annuelle observée sur la station météorologique la plus proche, située sur la commune de Léran à 4 km à vol d'oiseau, est de 12,5 °C et le cumul annuel moyen de précipitations est de 810,2 mm,. Pour l'avenir, les paramètres climatiques de la commune estimés pour 2050 selon différents scénarios d'émission de gaz à effet de serre sont consultables sur un site dédié publié par Météo-France en novembre 2022.

### Milieux naturels et biodiversité
L’inventaire des zones naturelles d'intérêt écologique, faunistique et floristique (ZNIEFF) a pour objectif de réaliser une couverture des zones les plus intéressantes sur le plan écologique, essentiellement dans la perspective d’améliorer la connaissance du patrimoine naturel national et de fournir aux différents décideurs un outil d’aide à la prise en compte de l’environnement dans l’aménagement du territoire.
Cinq ZNIEFF de type 1 sont recensées sur la commune :
- les « coteaux secs, vallons et collines de l'ouest du bas pays d'Olmes » (6 664 ha), couvrant 19 communes du département[25] ;
- le « lac de Montbel et partie orientale du bas pays d'Olmes » (7 200 ha), couvrant 38 communes dont 30 dans l'Ariège et 8 dans l'Aude[26] ;
- « le Plantaurel entre Foix et Lavelanet » (11 312 ha), couvrant 26 communes du département[27] ;
- « le Plantaurel oriental » (3 272 ha), couvrant 11 communes dont 9 dans l'Ariège et 2 dans l'Aude[28] ;
- le « réseau hydrographique du Touyre entre Montferrier et Léran » (64 ha), couvrant 10 communes du département[29] ;

et deux ZNIEFF de type 2, : 
- les « coteaux du Palassou » (26 749 ha), couvrant 48 communes dont 43 dans l'Ariège et 5 dans l'Aude[30] ;
- « le Plantaurel » (42 116 ha), couvrant 72 communes dont 68 dans l'Ariège, 2 dans l'Aude et 2 dans la Haute-Garonne[31].

Carte des ZNIEFF de type 1 et 2 à Laroque-d'Olmes.
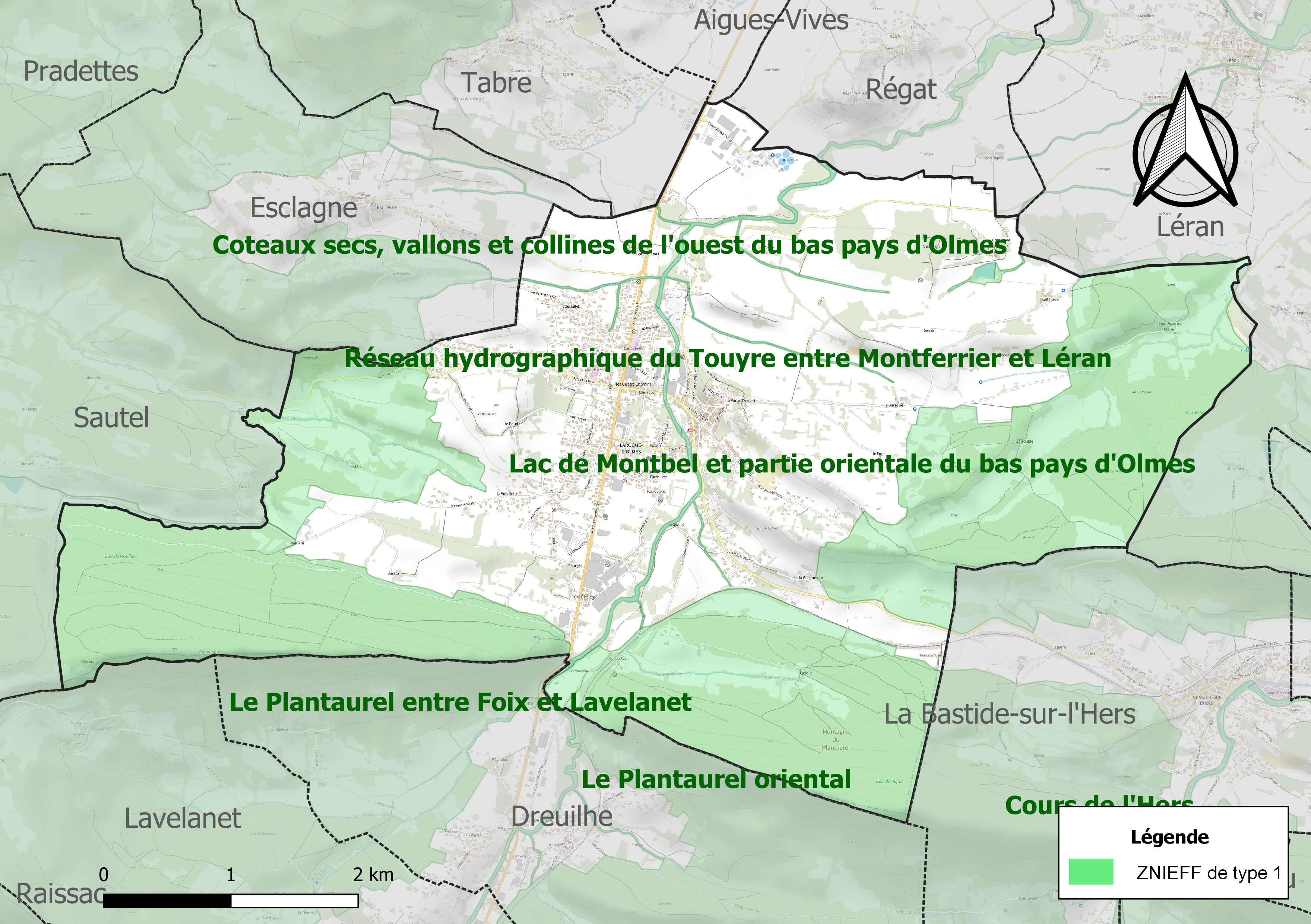
Carte des ZNIEFF de type 1 sur la commune.
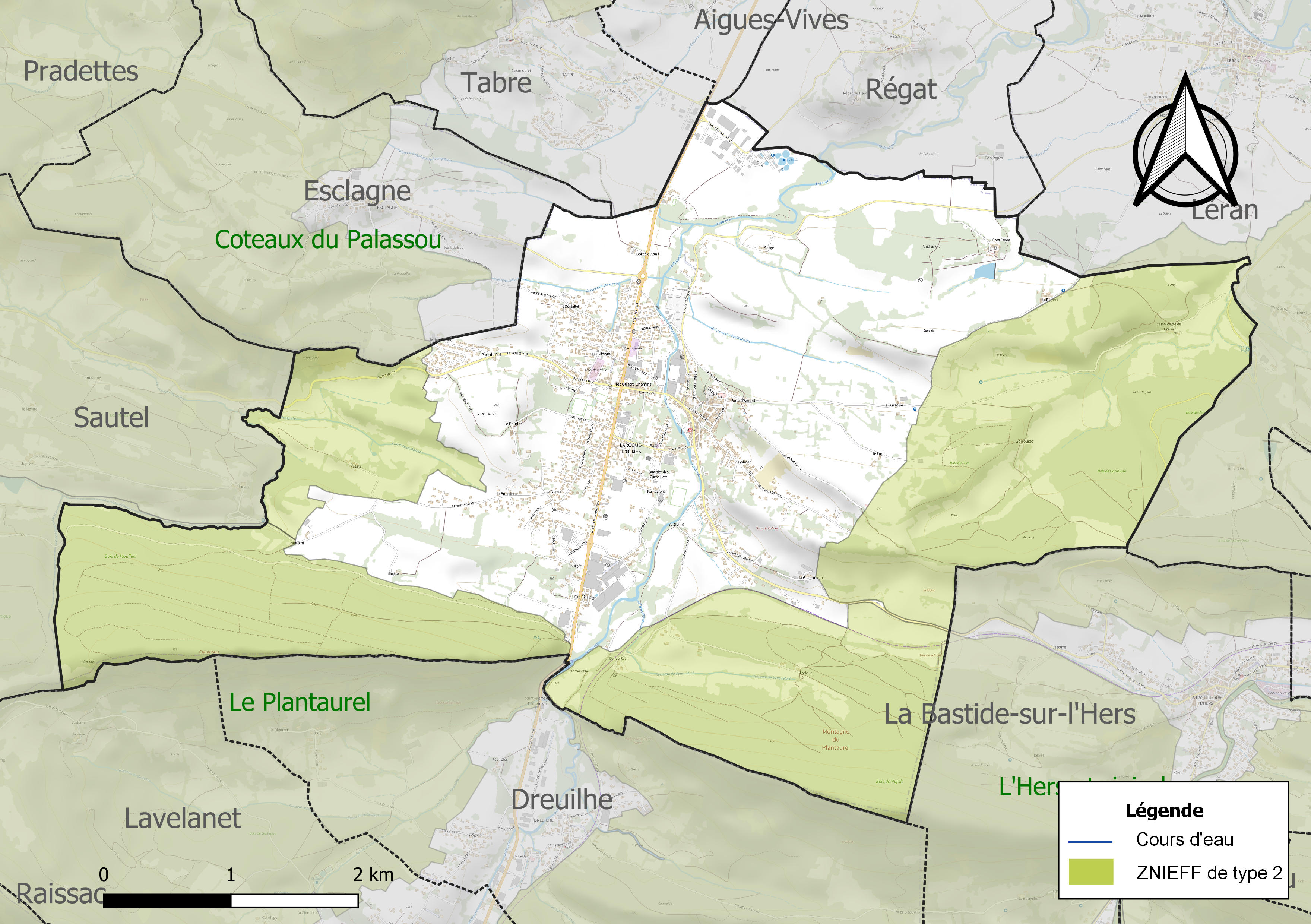
Carte des ZNIEFF de type 2 sur la commune.

## Urbanisme

### Typologie
Au 1er janvier 2024, Laroque-d'Olmes est catégorisée bourg rural, selon la nouvelle grille communale de densité à 7 niveaux définie par l'Insee en 2022.
Elle appartient à l'unité urbaine de Laroque-d'Olmes, une unité urbaine monocommunale constituant une ville isolée,. Par ailleurs la commune fait partie de l'aire d'attraction de Lavelanet, dont elle est une commune de la couronne,. Cette aire, qui regroupe 28 communes, est catégorisée dans les aires de moins de 50 000 habitants,.

### Occupation des sols
L'occupation des sols de la commune, telle qu'elle ressort de la base de données européenne d’occupation biophysique des sols Corine Land Cover (CLC), est marquée par l'importance des territoires agricoles (54,8 % en 2018), en diminution par rapport à 1990 (58,7 %). La répartition détaillée en 2018 est la suivante : 
forêts (31,2 %), prairies (27,3 %), zones agricoles hétérogènes (20,3 %), zones urbanisées (13,6 %), terres arables (7,2 %), milieux à végétation arbustive et/ou herbacée (0,5 %). L'évolution de l’occupation des sols de la commune et de ses infrastructures peut être observée sur les différentes représentations cartographiques du territoire : la carte de Cassini (XVIIIe siècle), la carte d'état-major (1820-1866) et les cartes ou photos aériennes de l'IGN pour la période actuelle (1950 à aujourd'hui).

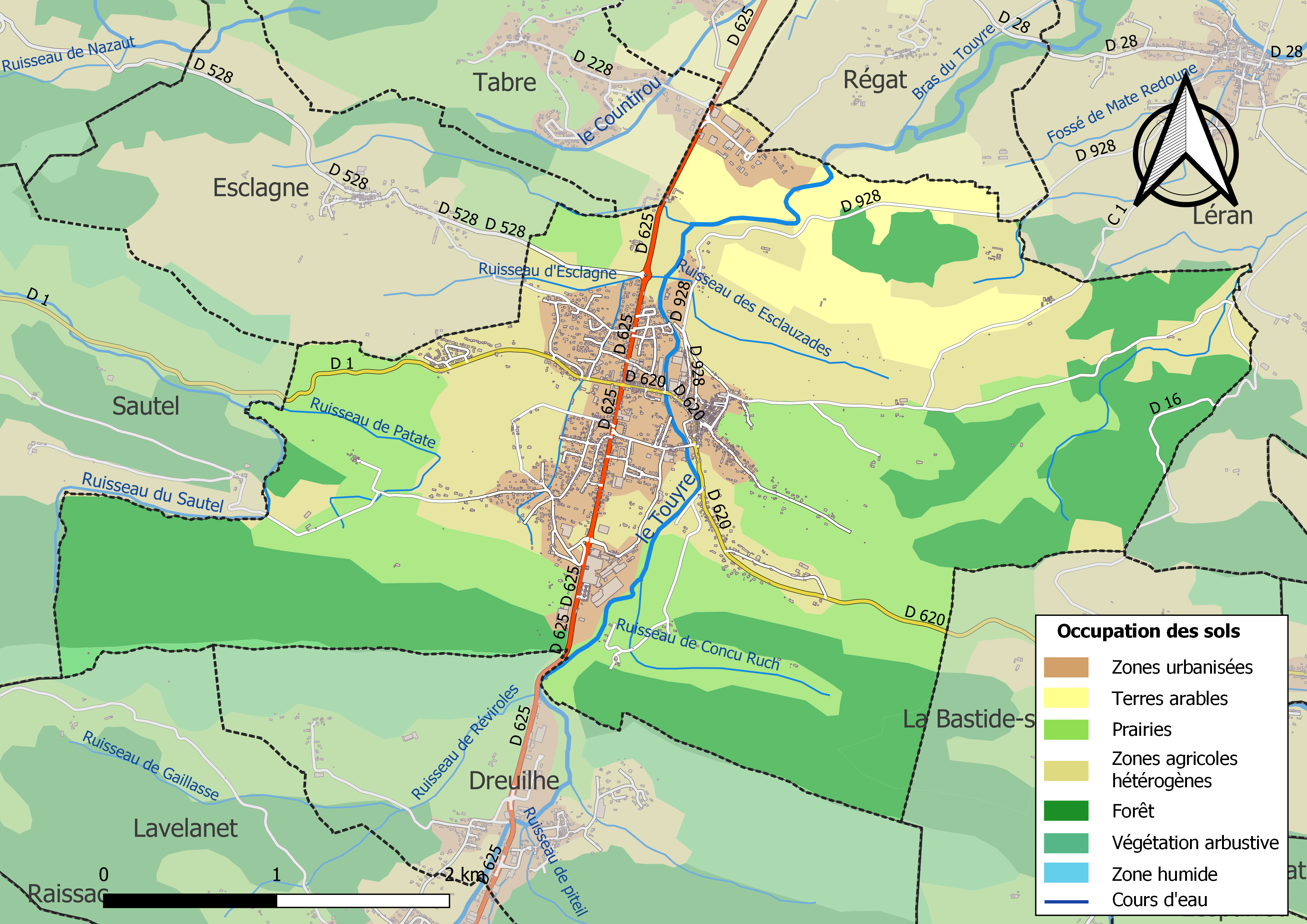
Carte des infrastructures et de l'occupation des sols de la commune en 2018 (CLC).

### Habitat et logement
En 2018, le nombre total de logements dans la commune était de 1 452, alors qu'il était de 1 454 en 2013 et de 1 393 en 2008.
Parmi ces logements, 81,4 % étaient des résidences principales, 3,4 % des résidences secondaires et 15,2 % des logements vacants. Ces logements étaient pour 82,9 % d'entre eux des maisons individuelles et pour 16,7 % des appartements.
Le tableau ci-dessous présente la typologie des logements à Laroque-d'Olmes en 2018 en comparaison avec celle de l'Ariège et de la France entière. Une caractéristique marquante du parc de logements est ainsi une proportion de résidences secondaires et logements occasionnels (3,4 %) inférieure à celle du département (24,6 %) mais supérieure à celle de la France entière (9,7 %). Concernant le statut d'occupation de ces logements, 67,5 % des habitants de la commune sont propriétaires de leur logement (67,1 % en 2013), contre 66,3 % pour l'Ariège et 57,5 % pour la France entière.
| Typologie                                               | Laroque-d'Olmes | Ariège | France entière |
| ------------------------------------------------------- | --------------- | ------ | -------------- |
| Résidences principales (en %)                           | 81,4            | 65,7   | 82,1           |
| Résidences secondaires et logements occasionnels (en %) | 3,4             | 24,6   | 9,7            |
| Logements vacants (en %)                                | 15,2            | 9,7    | 8,2            |

### Vue du ciel de l'ensemble de agglomération urbaine

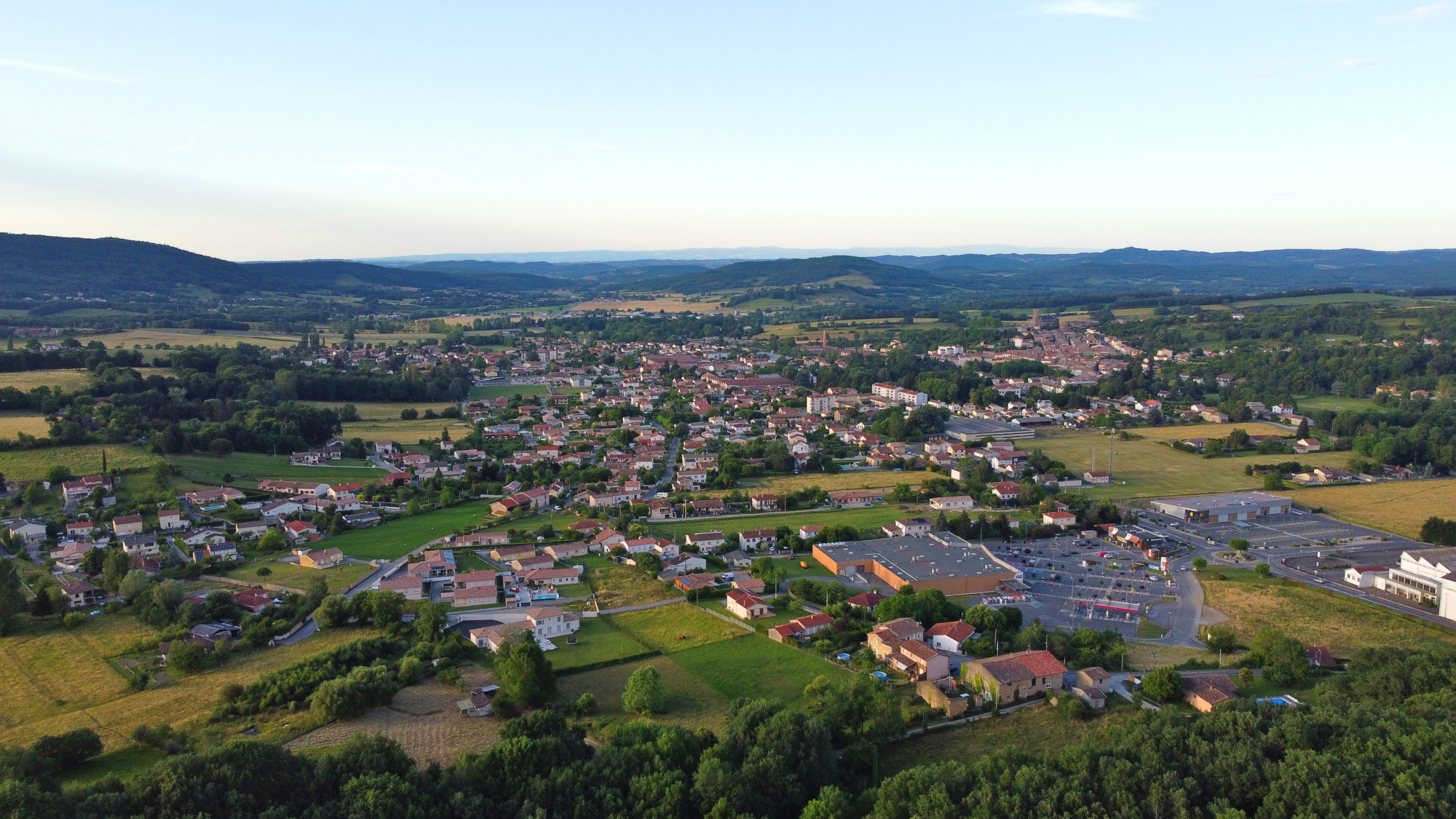
Laroque d'Olmes sous un soleil couchant

### Voies de communication et transports

#### Accès routiers
Laroque-d'Olmes se trouve à la jonction des routes :
- D 625, route départementale qui traverse la commune dans un axe nord-sud, et relie Mirepoix (14 km) à Lavelanet (5 km).
- D 1 qui relie Laroque-d'Olmes à Foix, la métropole située à l'ouest, distant de 28 km.
- D 620 qui la relie à l'est à Limoux, distant de 40 km, via Chalabre.
- D 928 reliant Laroque-d'Olmes à Léran, commune au nord-est, distante de 4,5 km.
- D 528, jonction à gauche à la sortie nord du bourg, mène au village voisin d'Esclagne, distant de 3,5 km.

#### Transports

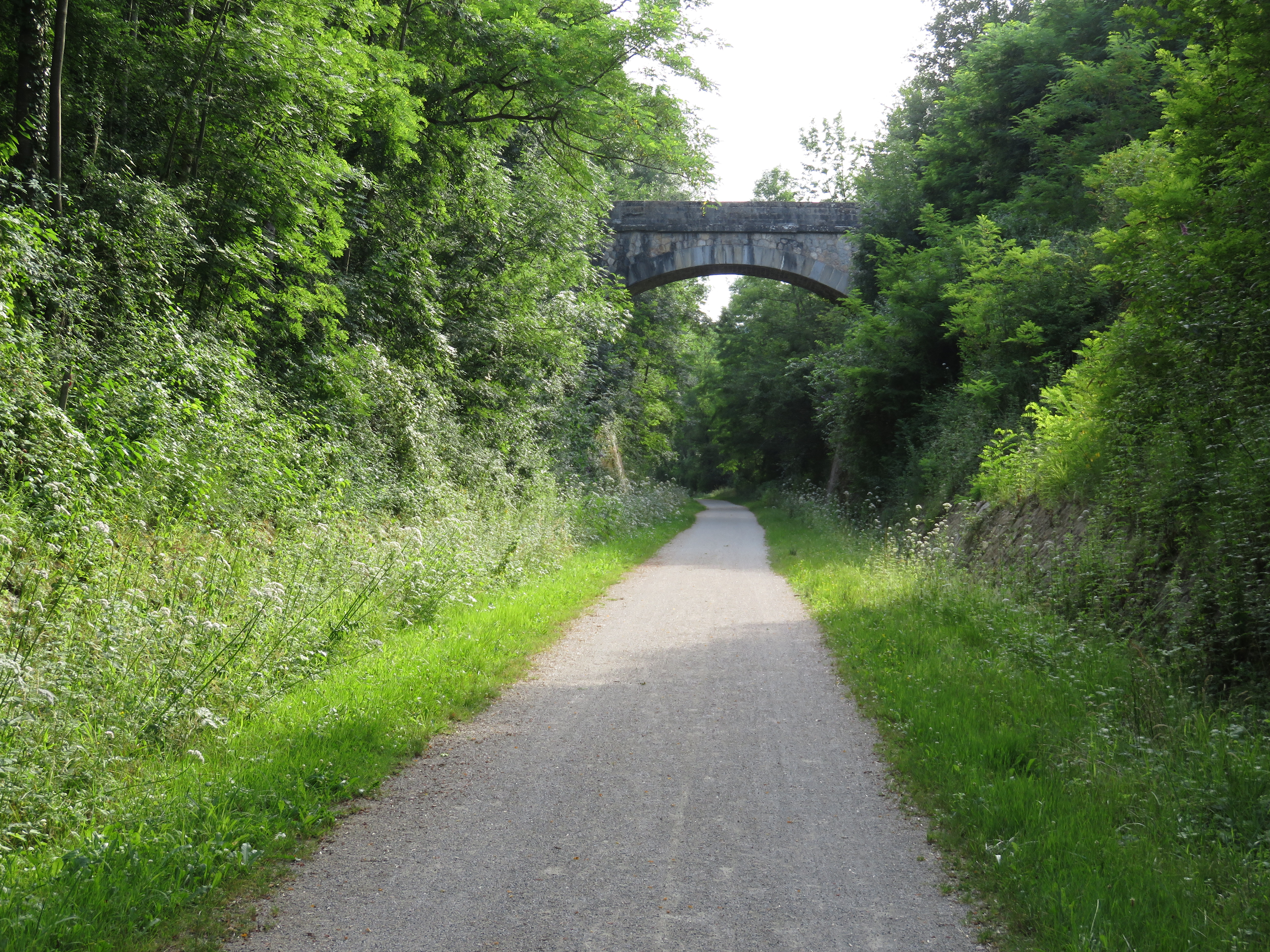
Ancienne voie ferrée transformée en voie verte.

La commune est située sur la ligne de bus régionale Lavelanet-Pamiers via Mirepoix qui assure plusieurs aller-retours quotidiens.
La commune n'est plus desservie par la SNCF ; la L'ancienne voie ferrée qui passait par la commune est devenue, de Lavelanet à Mirepoix, la « Voie Verte en Pyrénées Cathares, le chemin des Filatiers ». La gare la plus proche est celle de Foix à 34 km (TER, Intercités). Celle de Laroque est fermée.
L'aéroport le plus proche est celui de Carcassonne distant de 58 km.

#### Piste cyclable
Vers Lavelanet ou Mirepoix par la voie verte aménagée sur l'ancienne voie ferrée de Moulin-Neuf à Lavelanet.

### Risques majeurs
Le territoire de la commune de Laroque-d'Olmes est vulnérable à différents aléas naturels : inondations, climatiques (grand froid ou canicule), feux de forêts, mouvements de terrains et séisme (sismicité modérée). Il est également exposé à un risque technologique, le transport de matières dangereuses,.

#### Risques naturels

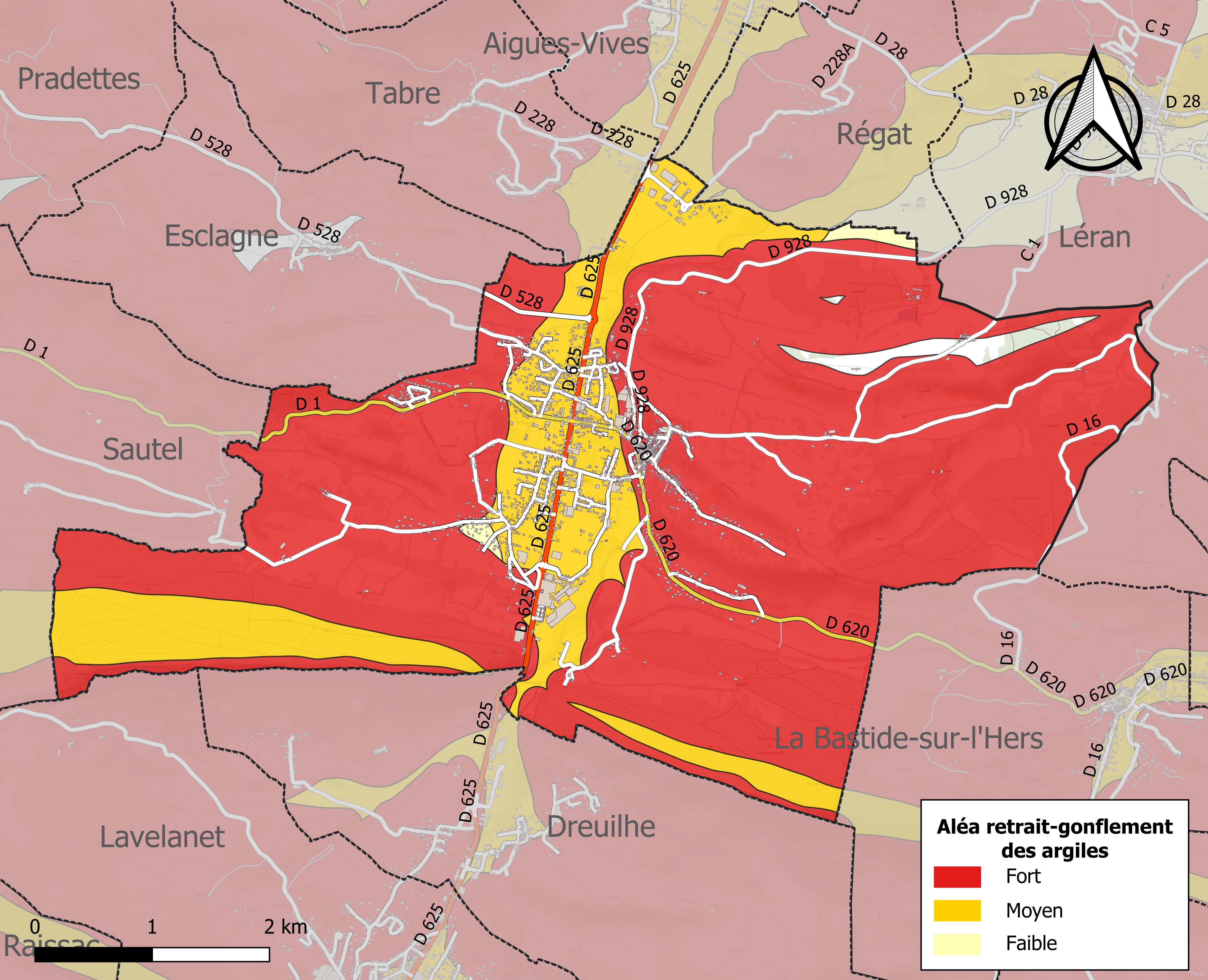
Zonage de l'aléa retrait-gonflement des argiles sur la commune de Laroque-d'Olmes.

Certaines parties du territoire communal sont susceptibles d’être affectées par le risque d’inondation par débordement, crue torrentielle d'un cours d'eau, le Touyre, ou ruissellement d'un versant. L’épisode de crue le plus marquant dans le département reste sans doute celui de 1875. Parmi les inondations marquantes plus récentes concernant le Touyre figurent les crues de 1992.
Les mouvements de terrains susceptibles de se produire sur la commune sont soit des chutes de blocs, soit des glissements de terrains, soit des effondrements liés à des cavités souterraines, soit des mouvements liés au retrait-gonflement des argiles. Près de 50 % de la superficie du département est concernée par l'aléa retrait-gonflement des argiles, dont la commune de Laroque-d'Olmes. L'inventaire national des cavités souterraines permet par ailleurs de localiser celles situées sur la commune.
Ces risques naturels sont pris en compte dans l'aménagement du territoire de la commune par le biais d'un plan de prévention des risques (PPR) inondation et mouvement de terrain approuvé le 7 juillet 2008.

#### Risques technologiques
Le risque de transport de matières dangereuses par une infrastructure routière ou ferroviaire ou par une canalisation de transport de gaz concerne la commune. Un accident se produisant sur une telle infrastructure est en effet susceptible d’avoir des effets graves au bâti ou aux personnes jusqu’à 350 m, selon la nature du matériau transporté. Des dispositions d’urbanisme peuvent être préconisées en conséquence.

## Toponymie
Laroque-d'Olmes devient La Ròca d’Òlmes en occitan. La ròca signifie la roche, le gros rocher. Laroque-d’Olmes veut dire « la Roche du Pays des Ormes (ou Olmensé) ».

## Histoire
A compter du 25 août 1903, la gare de Laroque-d'Olmes se trouve sur la ligne de Moulin-Neuf à Lavelanet. Le service voyageur a été fermé en 18 avril 1939. Il y eut une réouverture temporaire du service voyageur du 5 mai 1941 au 6 mai 1946, effectivement la pénurie de transports routiers conduisit à ajouter une voiture au train de marchandises subsistant. Le service marchandise fut fermé le 16 décembre 1973 en même temps que la ligne devenue depuis une voie verte.

## Politique et administration

### Découpage territorial
La commune de Laroque-d'Olmes est membre de la communauté de communes du Pays d'Olmes, un établissement public de coopération intercommunale (EPCI) à fiscalité propre créé le 26 décembre 1995 dont le siège est à Lavelanet. Ce dernier est par ailleurs membre d'autres groupements intercommunaux.
Sur le plan administratif, elle est rattachée à l'arrondissement de Pamiers, au département de l'Ariège, en tant que circonscription administrative de l'État, et à la région Occitanie.
Sur le plan électoral, elle dépend du canton de Mirepoix pour l'élection des conseillers départementaux, depuis le redécoupage cantonal de 2014 entré en vigueur en 2015, et de la deuxième circonscription de l'Ariège  pour les élections législatives, depuis le redécoupage électoral de 1986.

### Administration municipale
Le nombre d'habitants au recensement de 2011 étant compris entre 2 500 habitants et 3 499 habitants, le nombre de membres du conseil municipal pour l'élection de 2014 est de vingt trois,.

### Liste des maires
| Période                                  | Période                    | Identité         | Étiquette | Qualité                                                                            |
| ---------------------------------------- | -------------------------- | ---------------- | --------- | ---------------------------------------------------------------------------------- |
| Les données manquantes sont à compléter. |                            |                  |           |                                                                                    |
| mai 1945                                 | mars 1959                  | Urbain Rouch     | PCF       | Conseiller général du canton de Mirepoix(1945-1958)                                |
| mars 1977                                | mars 1983                  | Roseline Tournil | PCF       | Institutrice, militante syndicale Elue conseillère municipale de Lavelanet en 2001 |
| mars 1983                                | juin 1995                  | Roger Déjean     | PCF       | 2 mandats de maire                                                                 |
| juin 1995                                | mars 2008                  | Lucienne Ispa    | UMP       | Professeur des écoles retraitée 2 mandats de maire                                 |
| mars 2008                                | mars 2014                  | Christian Poma   | PS        | Professeur de lycée honoraire                                                      |
| mars 2014                                | En cours (au 17 mars 2021) | Patrick Laffont  | SE        | Employé (Conseiller départemental 2015-2021)                                       |

### Jumelages
- Melgven dans le Finistère (France). Présence d'un Espace Melgven, au nord de la ville, direction Lavelanet.

### Politique de développement durable
La commune a engagé une politique de développement durable en lançant une démarche d'Agenda 21.

## Démographie
| 1793 | 1800 | 1806 | 1821 | 1831 | 1836  | 1841  | 1846  | 1851  |
| ---- | ---- | ---- | ---- | ---- | ----- | ----- | ----- | ----- |
| 700  | 779  | 845  | 801  | 984  | 1 151 | 1 293 | 1 343 | 1 375 |

| 1856  | 1861  | 1866  | 1872  | 1876  | 1881  | 1886  | 1891  | 1896  |
| ----- | ----- | ----- | ----- | ----- | ----- | ----- | ----- | ----- |
| 1 373 | 1 451 | 1 416 | 1 393 | 1 359 | 1 272 | 1 226 | 1 121 | 1 213 |

| 1901  | 1906  | 1911  | 1921  | 1926  | 1931  | 1936  | 1946  | 1954  |
| ----- | ----- | ----- | ----- | ----- | ----- | ----- | ----- | ----- |
| 1 178 | 1 217 | 1 373 | 1 545 | 2 018 | 2 129 | 2 105 | 2 173 | 2 504 |

| 1962  | 1968  | 1975  | 1982  | 1990  | 1999  | 2006  | 2008  | 2013  |
| ----- | ----- | ----- | ----- | ----- | ----- | ----- | ----- | ----- |
| 2 640 | 2 894 | 3 114 | 3 124 | 3 106 | 2 657 | 2 698 | 2 712 | 2 524 |

| 2018  | 2022  | - | - | - | - | - | - | - |
| ----- | ----- | - | - | - | - | - | - | - |
| 2 412 | 2 414 | - | - | - | - | - | - | - |

| selon la population municipale des années : | 1968 | 1975 | 1982 | 1990 | 1999 | 2006 | 2009 | 2013 |
| Rang de la commune dans le département      | 8    | 7    | 8    | 7    | 9    | 10   | 10   | 12   |
| Nombre de communes du département           | 340  | 328  | 330  | 332  | 332  | 332  | 332  | 332  |

## Économie

### Revenus
En 2018, la commune compte 1 172 ménages fiscaux, regroupant 2 399 personnes. La médiane du revenu disponible par unité de consommation est de 18 240 € (19 820 € dans le département). 31 % des ménages fiscaux sont imposés (40,7 % dans le département).

### Emploi
| Division       | 2008   | 2013   | 2018   |
| -------------- | ------ | ------ | ------ |
| Commune        | 10,4 % | 14,4 % | 12,9 % |
| Département    | 8,9 %  | 11,1 % | 11,2 % |
| France entière | 8,3 %  | 10 %   | 10 %   |

En 2018, la population âgée de 15 à 64 ans s'élève à 1 318 personnes, parmi lesquelles on compte 68,3 % d'actifs (55,4 % ayant un emploi et 12,9 % de chômeurs) et 31,7 % d'inactifs,. Depuis 2008, le taux de chômage communal (au sens du recensement) des 15-64 ans est supérieur à celui de la France et du département.
La commune fait partie de la couronne de l'aire d'attraction de Lavelanet, du fait qu'au moins 15 % des actifs travaillent dans le pôle,. Elle compte 813 emplois en 2018, contre 1 013 en 2013 et 1 315 en 2008. Le nombre d'actifs ayant un emploi résidant dans la commune est de 744, soit un indicateur de concentration d'emploi de 109,2 % et un taux d'activité parmi les 15 ans ou plus de 43,7 %.
Sur ces 744 actifs de 15 ans ou plus ayant un emploi, 249 travaillent dans la commune, soit 34 % des habitants. Pour se rendre au travail, 88,2 % des habitants utilisent un véhicule personnel ou de fonction à quatre roues, 1,2 % les transports en commun, 6,1 % s'y rendent en deux-roues, à vélo ou à pied et 4,6 % n'ont pas besoin de transport (travail au domicile).

### Activités hors agriculture
220 établissements sont implantés  à Laroque-d'Olmes au 31 décembre 2019. Le tableau ci-dessous en détaille le nombre par secteur d'activité et compare les ratios avec ceux du département,.
| Secteur d'activité                                                                                        | Commune | Commune | Département |
| Secteur d'activité                                                                                        | Nombre  | %       | %           |
| --- | ------- | ------- | ----------- |
| Ensemble                                                                                                  | 220     | 100 %   | (100 %)     |
| Industrie manufacturière, industries extractives et autres                                                | 43      | 19,5 %  | (12,9 %)    |
| Construction                                                                                              | 30      | 13,6 %  | (14,2 %)    |
| Commerce de gros et de détail, transports, hébergement et restauration                                    | 62      | 28,2 %  | (27,5 %)    |
| Information et communication                                                                              | 4       | 1,8 %   | (1,8 %)     |
| Activités financières et d'assurance                                                                      | 11      | 5 %     | (2,8 %)     |
| Activités immobilières                                                                                    | 9       | 4,1 %   | (4,2 %)     |
| Activités spécialisées, scientifiques et techniques et activités de services administratifs et de soutien | 21      | 9,5 %   | (13,2 %)    |
| Administration publique, enseignement, santé humaine et action sociale                                    | 24      | 10,9 %  | (14,4 %)    |
| Autres activités de services                                                                              | 16      | 7,3 %   | (8,8 %)     |

Le secteur du commerce de gros et de détail, des transports, de l'hébergement et de la restauration est prépondérant sur la commune puisqu'il représente 28,2 % du nombre total d'établissements de la commune (62 sur les 220 entreprises implantées  à Laroque-d'Olmes), contre 27,5 % au niveau départemental. Les cinq entreprises ayant leur siège social sur le territoire communal qui génèrent le plus de chiffre d'affaires en 2020 sont : 
- Sage Automotive Interiors (ex Adient, ex Michel Thierry), France - Mtsa, tissage (31 221 k€)
- Societe Armengol, sciage et rabotage du bois, hors imprégnation (15 189 k€)
- Nico, supermarchés (14 630 k€)
- Ram, commerce de détail de quincaillerie, peintures et verres en grandes surfaces (400 m² et plus) (3 449 k€)
- Quatiris France, commerce de gros (commerce interentreprises) de fournitures et équipements industriels divers (420 k€)

Industrie : Ancienne cité textile.
Usine textile spécialisée dans les tissus pour les sièges automobiles. Créée en 1955 et connue pendant plus de 50 ans sous le nom de Michel Thierry, l'entreprise a ensuite appartenu aux groupes industriels américains Johnson Controls, Adient et désormais Sage Automotive Interiors, et emploie plus de 200 personnes à Laroque. L'entreprise a innové dans la production temporaire de masques lavables et de surblouses pour répondre à la demande de la crise liée au Covid-19, elle innove par ailleurs dans le domaine des géotextiles.
Les deux zones industrielles (Moulin d'Enfour au nord, Entounadou au sud) situées sur la commune accueillent de nombreuses entreprises (Ariège Composites, Icre, Armengol ...).
Commerce : Laroque possède des commerces de toutes sortes situés au centre-ville, au Centre commercial de Castillanes/RD625 ainsi que trois grandes surfaces sur la zone industrielle nord (Intermarché, Bricomarché, DistriClub Médical).
Depuis les années 2000, un projet de création d'une zone commerciale en face l'usine Michel Thierry divise la population. Celui-ci concerne l'installation d'un magasin Leader Price, d'une grande surface de bricolage, d'une enseigne de restauration et de deux autres enseignes non dévoilées. Remis sur la table courant 2009, le conseil municipal s'y est opposé, rassurant les petits commerçants de la ville et l'ensemble des grandes surfaces de Laroque et Lavelanet. En 2012, le projet est relancé avec la perspective avancée de voir la grande surface Intermarché de la ville déménager et s'implanter sur ce terrain, avec une enseigne de restauration. Ce projet aboutit et permet l'installation d'Intermarché, McDonalds puis Lidl.
Agriculture : Très peu d'agriculteurs sont présents sur la commune.

### Agriculture
|                                   | 1988 | 2000 | 2010 |
| --------------------------------- | ---- | ---- | ---- |
| Exploitations                     | 14   | 8    | 7    |
| Superficie agricole utilisée (ha) | 495  | 307  | 353  |

La commune fait partie de la petite région agricole dénommée « Coteaux de l'Ariège ». En 2010, l'orientation technico-économique de l'agriculture  sur la commune est l'élevage de bovins pour la viande. Sept exploitations agricoles ayant leur siège dans la commune sont dénombrées lors du recensement agricole de 2010 (douze en 1988). La superficie agricole utilisée est de 353 ha.

## Vie locale

### Enseignement
Écoles : maternelle Joliot-Curie, élémentaire Mixte 1 Joliot-Curie (CP au CM2). collèges et lycées dans les villes voisines de Lavelanet et Mirepoix.

### Services Publics
La commune fait partie de la communauté de communes du Pays d'Olmes (à qui elle a délégué les compétences économie et tourisme) et adhère à quelques syndicats intercommunaux : SAEPPO (Syndicat d'alimentation en eau potable du Pays d'Olmes) pour la gestion de l'eau et qui a son siège à Laroque, SDCEA (Syndicat des collectivités électrifiées de l'Ariège), SMECTOM du Plantaurel (Syndicat mixte de collecte traitement des ordures ménagères). Elle gère en régie municipale l'assainissement.
- Services communaux : administratifs (comptabilité, urbanisme, secrétariat, état civil, cadastre) à l'hôtel de ville, police municipale à l'hôtel de ville, services techniques (espaces verts, assainissement, voirie, bâtiments, travaux) à l'impasse Victor-Hugo, culturel (musique au Château municipal, bibliothèque en mairie), enfance jeunesse (au Château municipal et à la MJC).

Police municipale. La gendarmerie a fermé en 2011, Laroque dépend maintenant de la BTA de Lavelanet.
- Trésorerie : la trésorerie de Laroque-d'Olmes a fermé en 2009. La commune dépend maintenant du centre des impôts de Lavelanet.
- La Poste : bureau de poste ouvert tous les jours et le samedi matin, rue Georges-Clemenceau. centre de tri à Dreuilhe.

Les autres services de l'État (Pôle emploi, Caisse d'allocations familiales, Sécurité sociale) se trouvent à Lavelanet.

### Santé
- Sécurité et secours : caserne de pompiers de la ville,
- Centre hospitalier du Pays d'Olmes (hôpital à Lavelanet et 2 maisons de retraite dont une à Laroque).
- Une permanence des services sociaux départements est assurée à Laroque d'Olmes, sur rendez-vous.

### Sports

#### Rugby à XV
L'Étoile Sportive Laroque Bélesta est un club issu de la fusion entre l'Étoile Sportive Laroquaise (créée en 1925) et l'AS Bélesta en 2009. L'ESLB est en entente avec le Stade Lavelanétien et l'Union Sportive Chalabre-Kercorb-La Bastide-Le Peyrat (USKCBP) pour l'École de Rugby, les cadets et les juniors (Rugby Pays d'Olmes). Le club évolue pour la saison 2012-2013 en Honneur Midi-Pyrénées (élite régionale). Alors minime, Fabien Barthez, y a touché ses premiers ballons.
Palmarès de l'Équipe 1 : 
- Champion de France, 3e série, 1964
- Champion des Pyrénées, Honneur, 1977, 1986, 2009, 2016
- Champion de France, Honneur, 1993
- Champion des Pyrénées, Promotion Honneur, 2006
- Vainqueur de la coupe Voivenel 2009 (trophée des clubs de fédérale Ariégeois)

#### Football
Laroque-d'Olmes est le siège du Football Club Laroquais, en entente avec Léran-Aigues-Vives et Villeneuve d'Olmes au niveau de l'école de football (Football Pays d'Olmes).

#### Autres sports
- Tennis : Tennis Club Laroquais,
- Tennis de Table : Tennis de Table Cathare,
- Pétanque : Joyeuse Pétanque Laroquaise,
- Judo : Judo Club Pays d'Olmes,
- Self-défense ; École de Self Défense Tonfa,
- Volley-ball/badminton: Loisirs MJC,
- Boxe loisirs MJC,
- Gymnastique baby, seniors, danse .. : MJC,
- Majorettes : Majorettes Laroquaises Sang et Or et leurs Majors (club unique en France de par la présence de majors)

### Tourisme et Loisirs
- Sentier de grande randonnée GR 7
- Vue panoramique depuis le plateau du Castella.
- Voie verte de Lavelanet à Mirepoix, a été aménagée (ancienne sur la ligne de Moulin-Neuf à Lavelanet) pour les piétons, cavaliers et cyclistes sur une longueur de 38 km.
- Parc municipal avec aire de jeux
- Aire de l'Espéranto

## Culture locale et patrimoine

### Lieux et monuments

#### Patrimoine religieux

##### Église du Saint-Sacrement

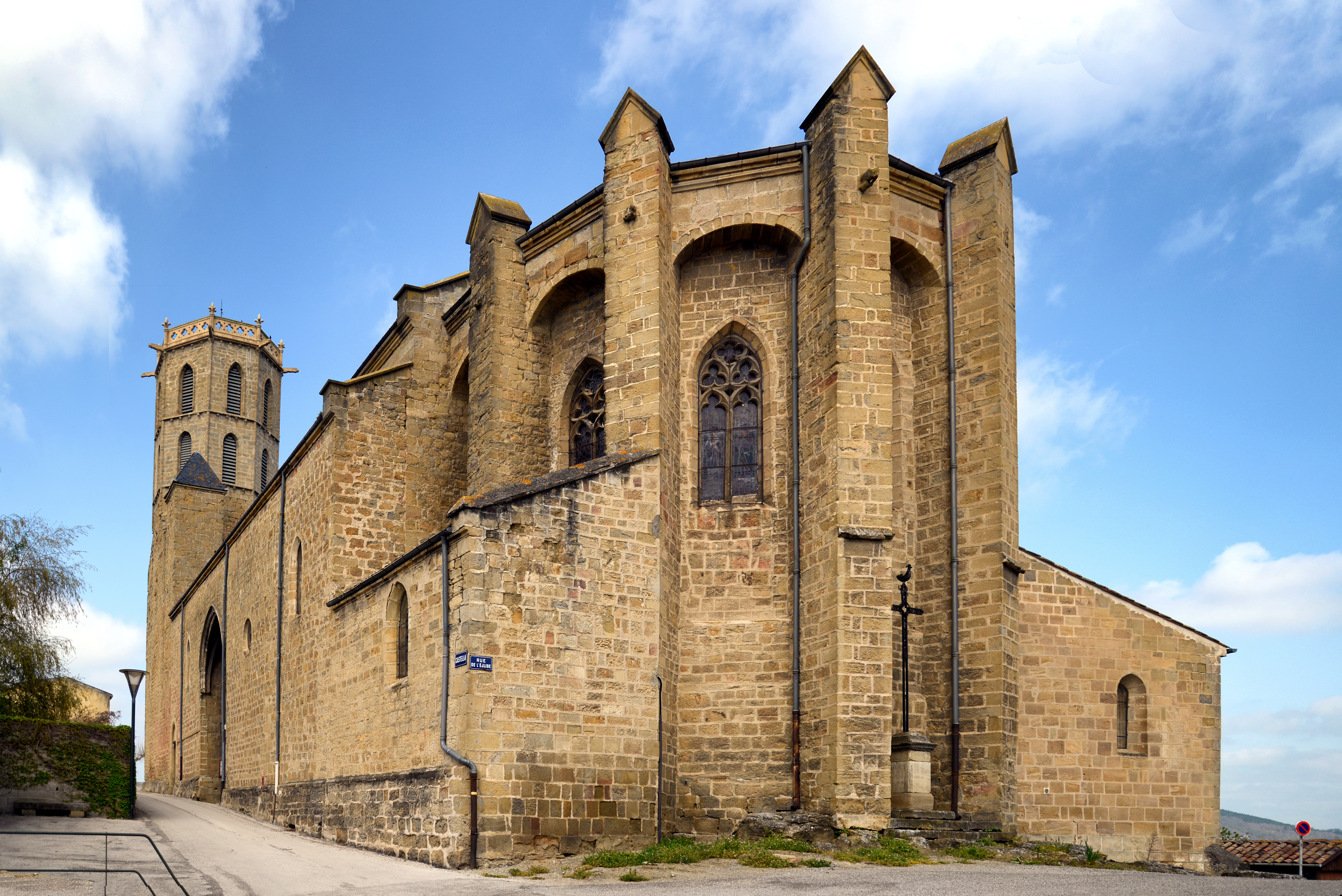
Église du Saint-Sacrement.
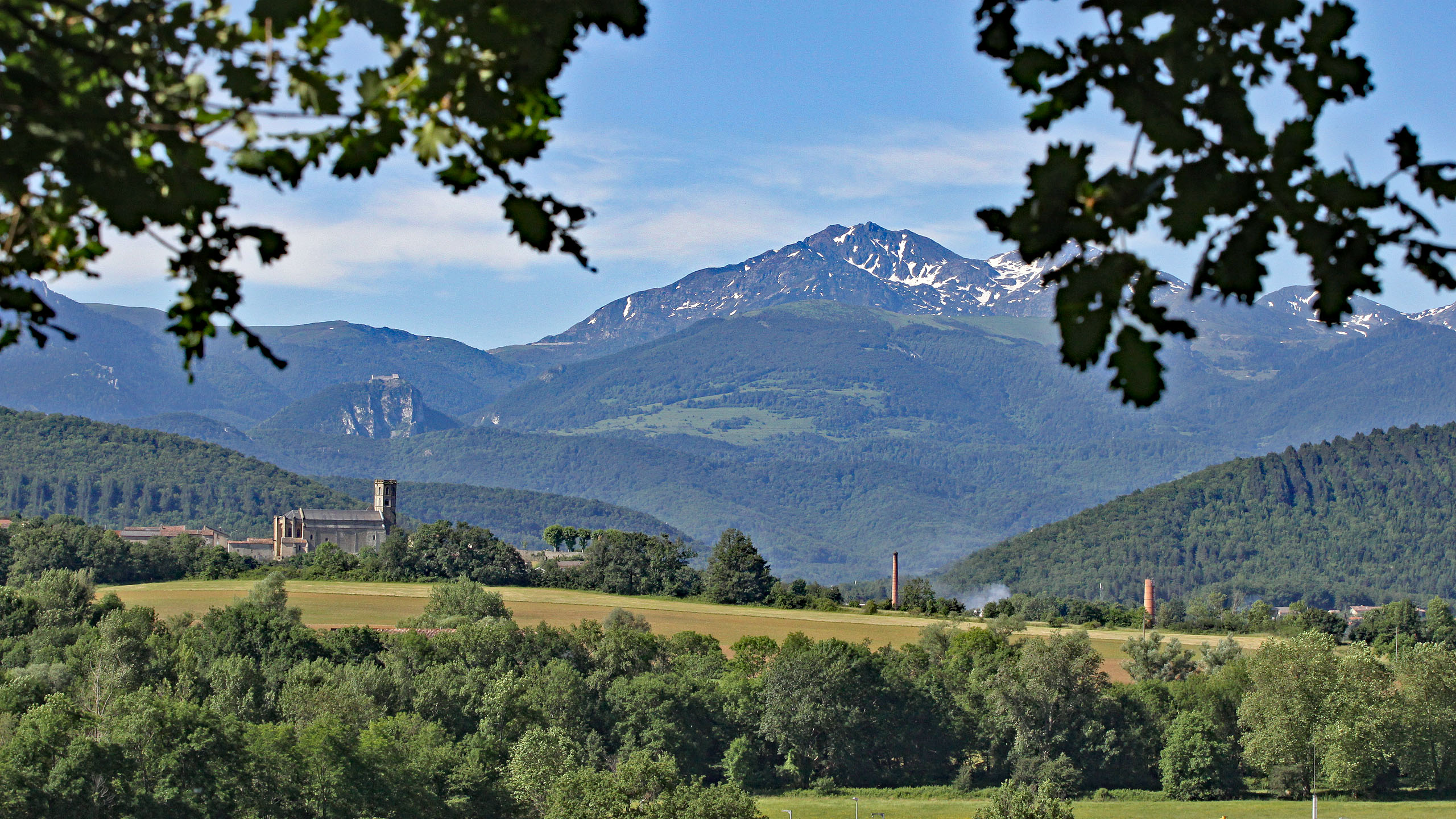
L'église du Saint-Sacrement, au loin le pic de Soularac et le château de Montségur.
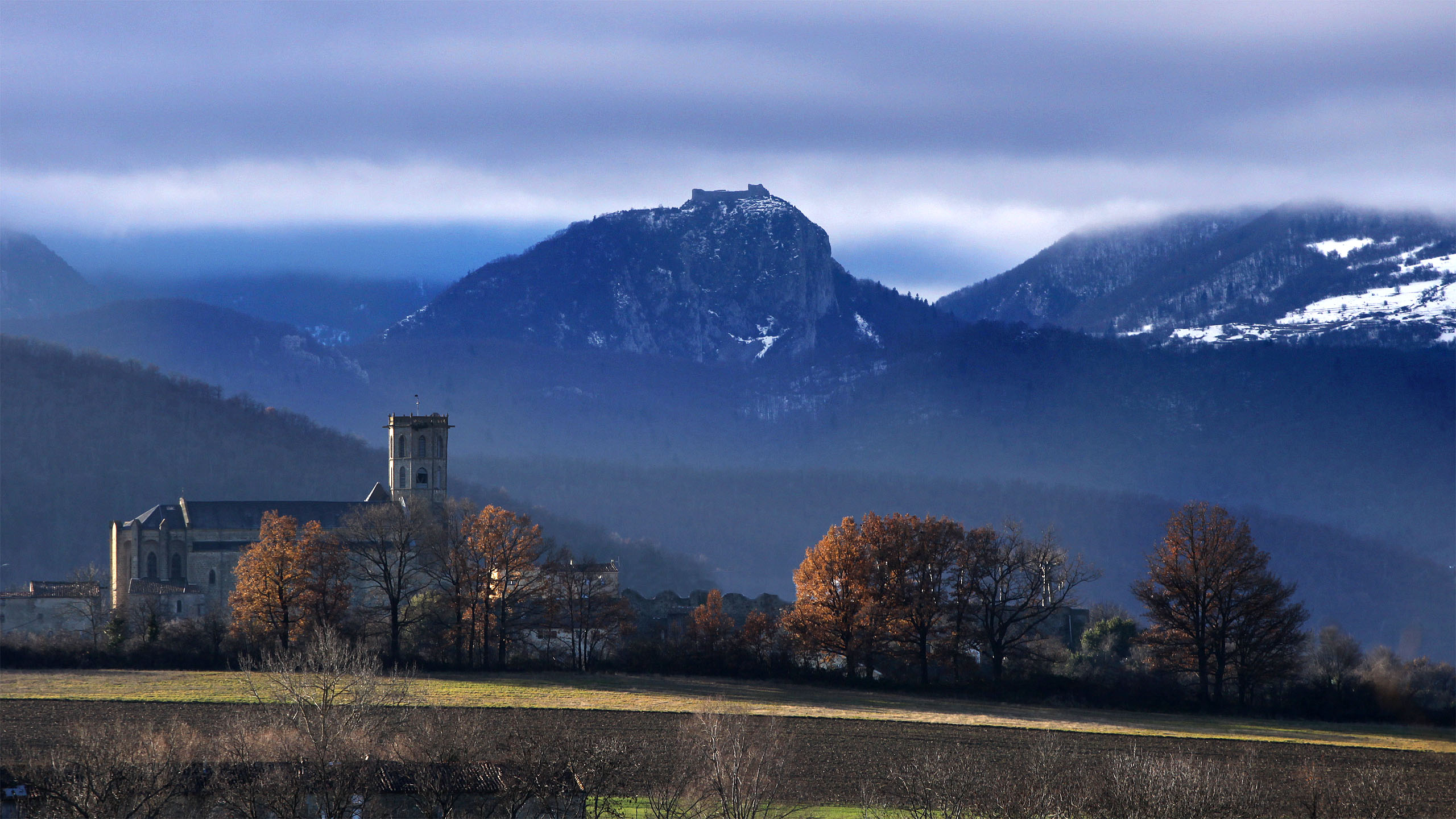
L'église et le château de Montségur.
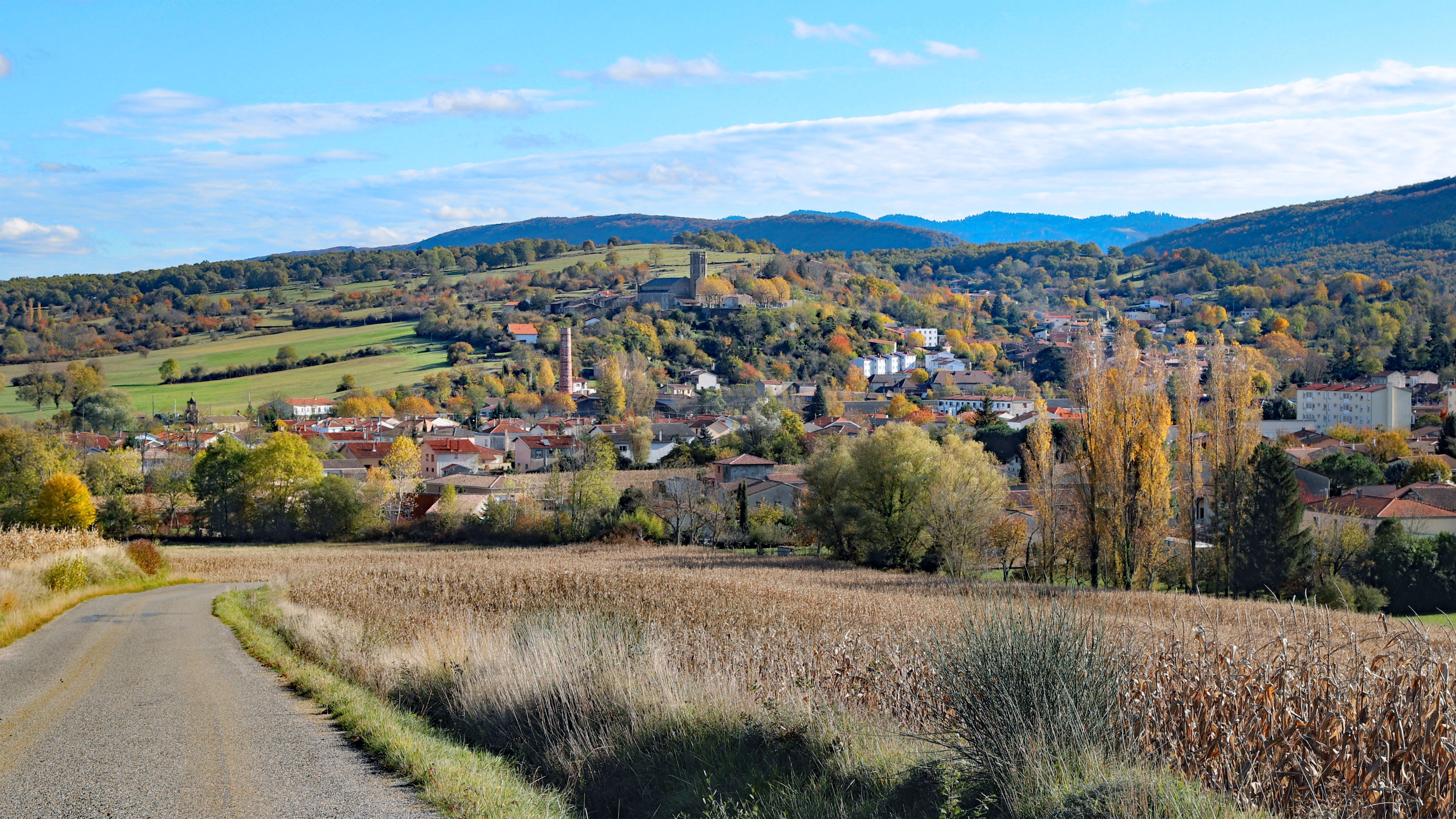
Vue générale.
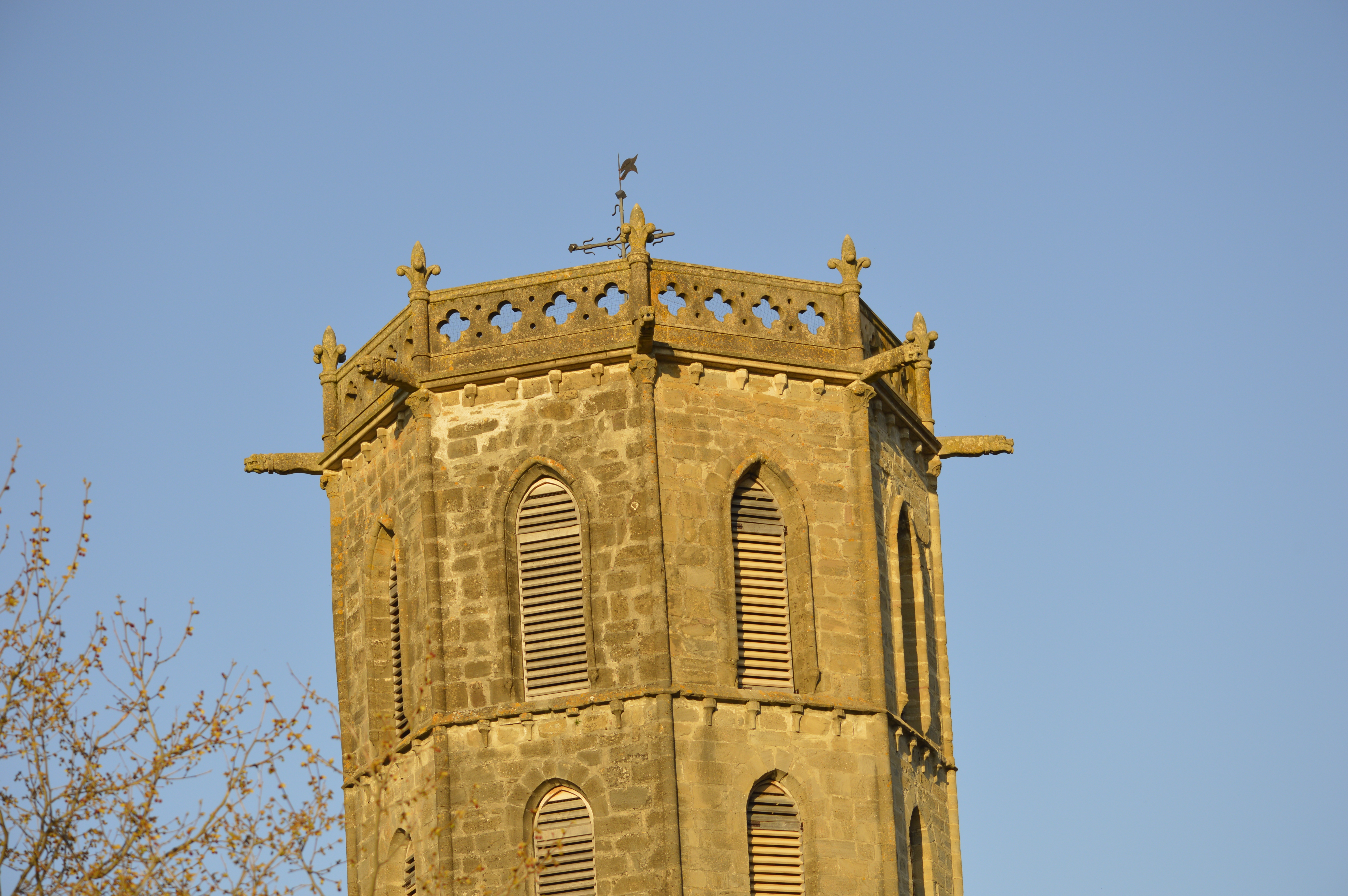
Église du Saint-Sacrement - Abside

L'église est inscrite à l'inventaire des monuments historiques depuis 2001.

##### Chapelle Notre-Dame-du-Pont

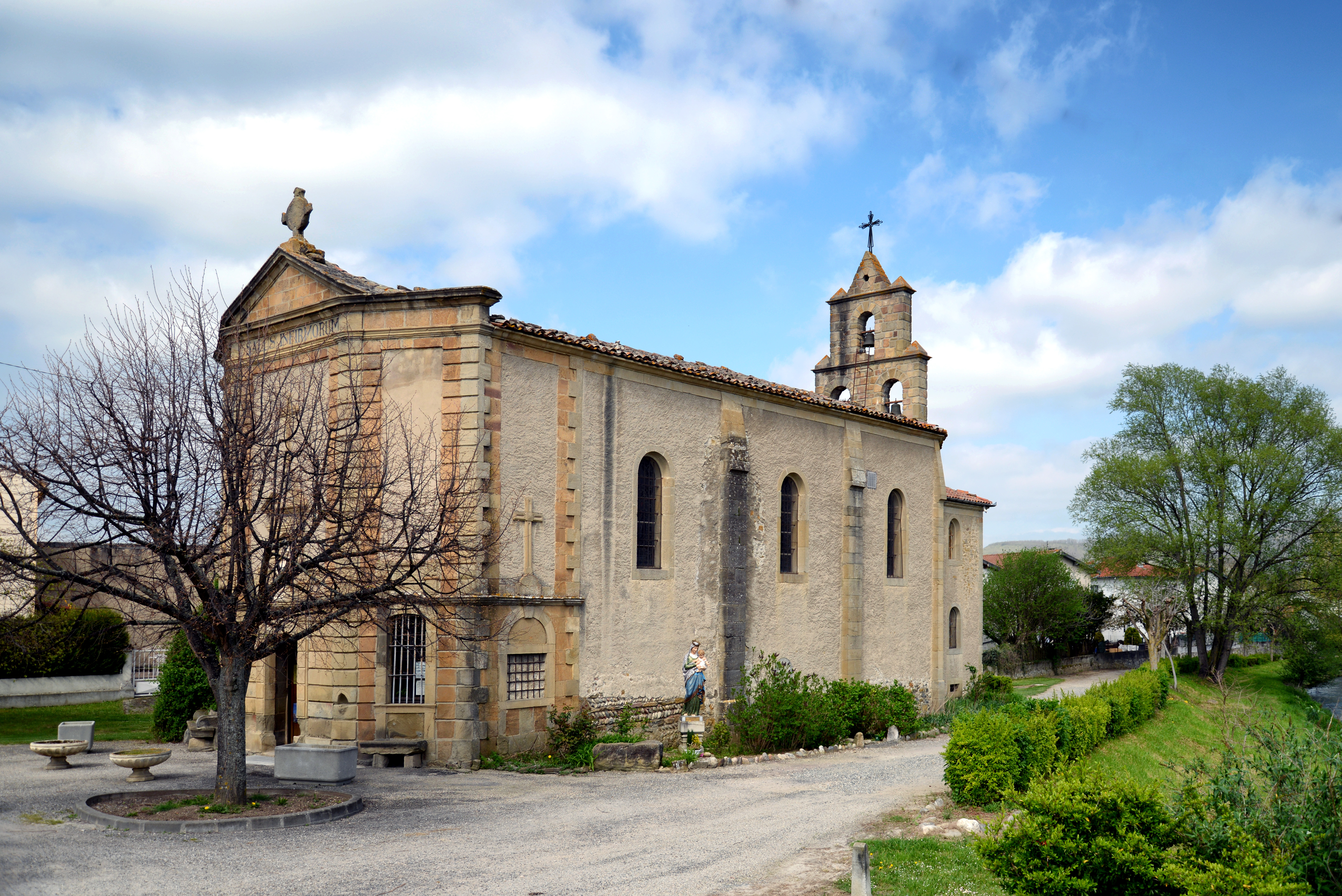
Chapelle Notre-Dame.

La chapelle Notre-Dame se trouve au nord-est du bourg, en face et à l'est du cimetière, par delà la rivière le Touyre qu'une passerelle permet de traverser à cet endroit.
Le bâtiment est de plan simple, à nef unique. Une abside semi-pentagonale prolonge la nef. Six vitraux ornent les façades latérales, et quatre autres l'abside. Une statue de la Vierge et l'Enfant est flanquée sur le côté droit. Est présent un petit clocher à deux niveaux, avec trois cloches.
La façade principale, semi-hexagonale, chapeautée d'un triangle isocèle, possède au-dessus du portail, une niche avec une statue de la Vierge et l'Enfant, blanche. Autour du portail sont flanquées deux fenêtres avec barreaux.
L'édifice a été restauré deux fois, comme on le lit gravé sur la façade principale : "Restorato Anno DNI 1778", et au-dessus, "Restaurée en 1956".

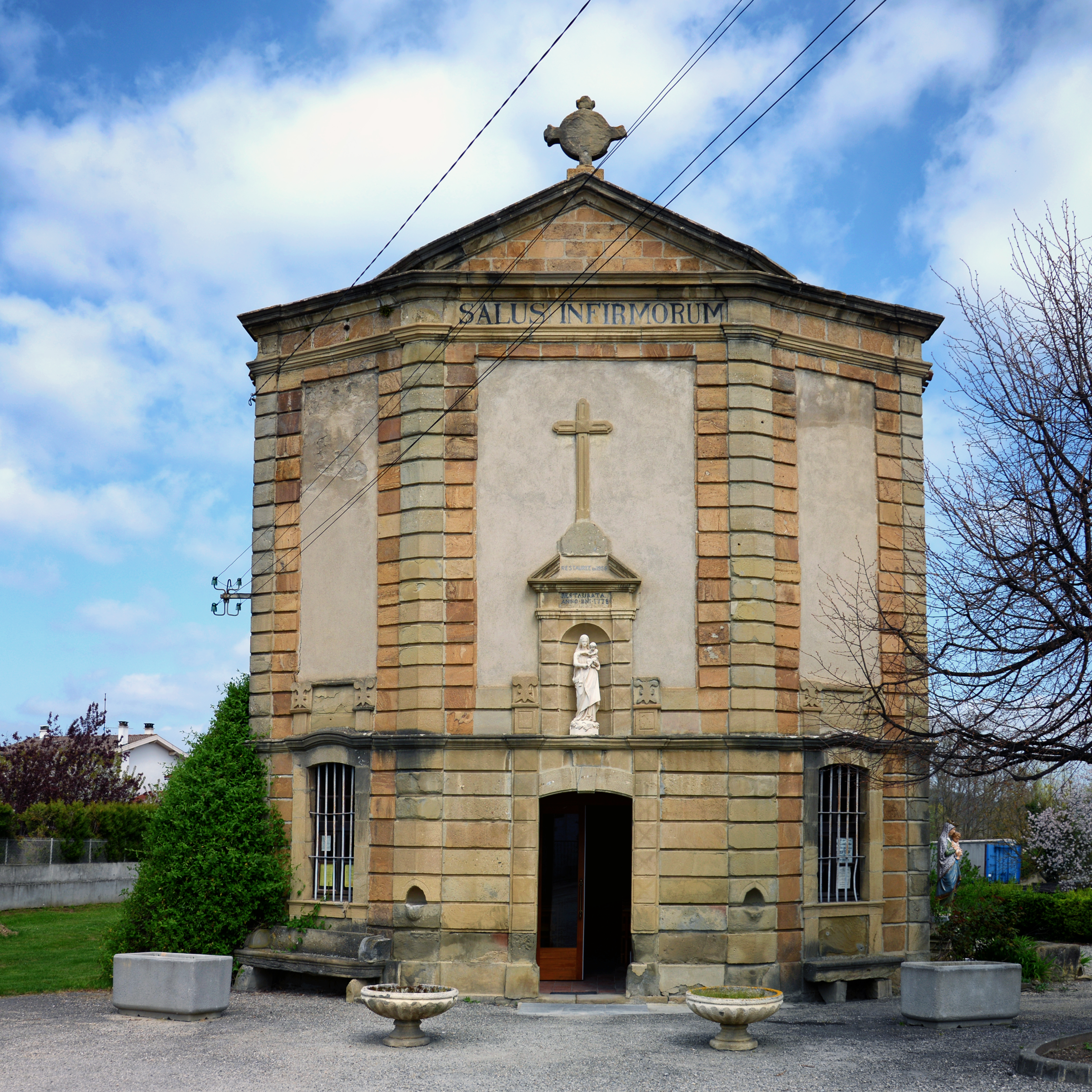
Façade principale de la chapelle Notre-Dame.
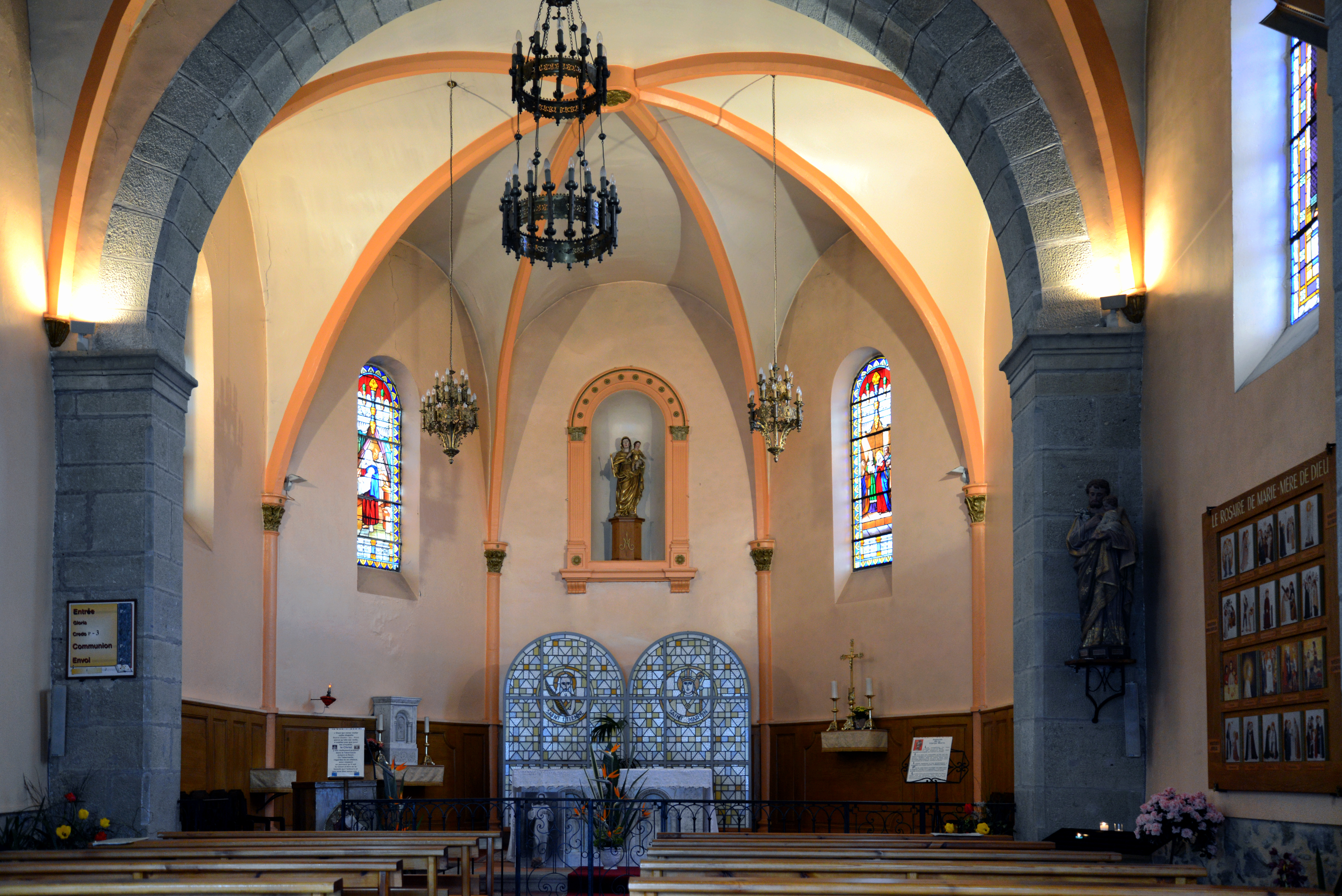
Chœur de la chapelle Notre-Dame.
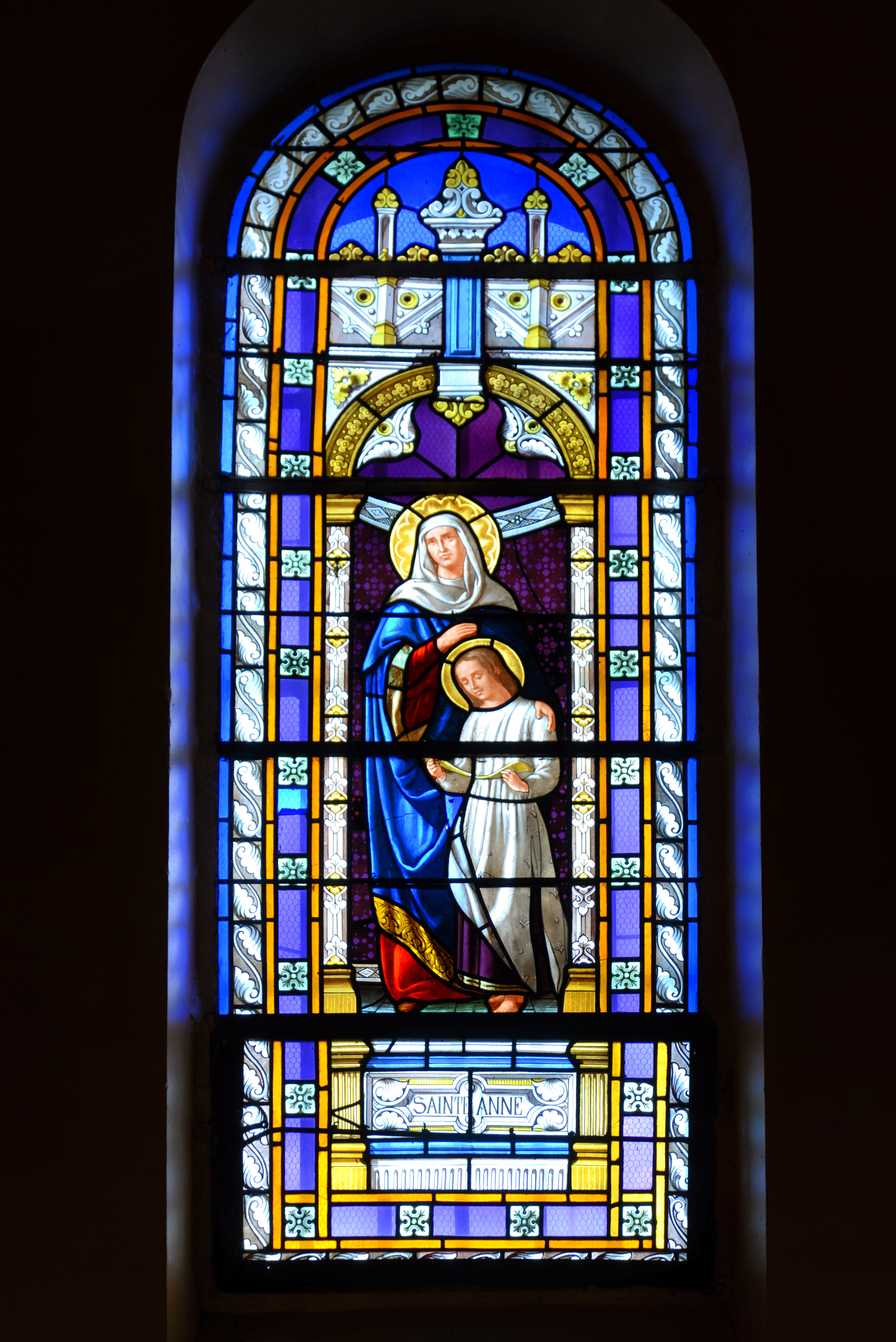
Vitrail sainte Anne de la chapelle Notre-Dame.
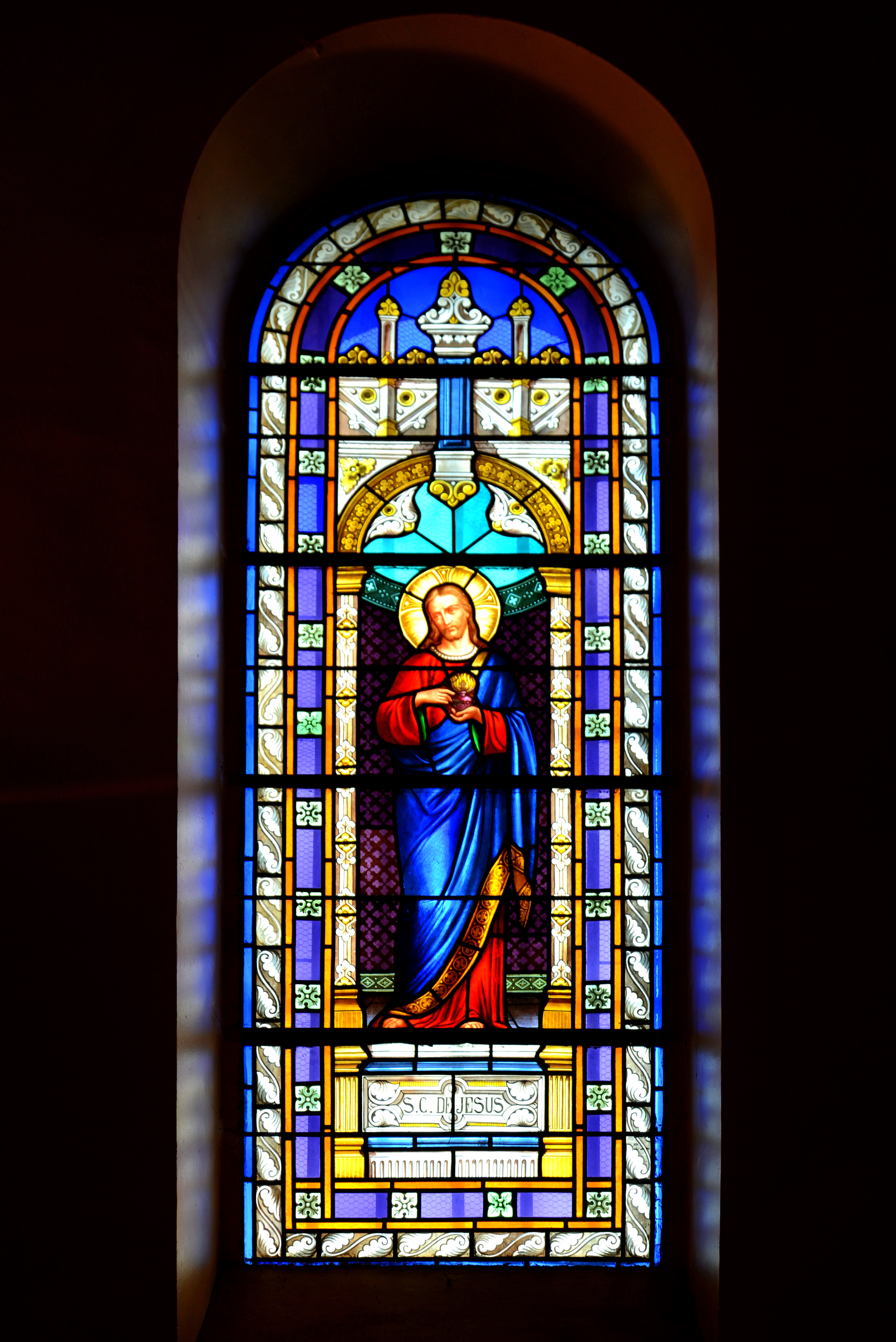
Vitrail Jésus de la chapelle Notre-Dame.
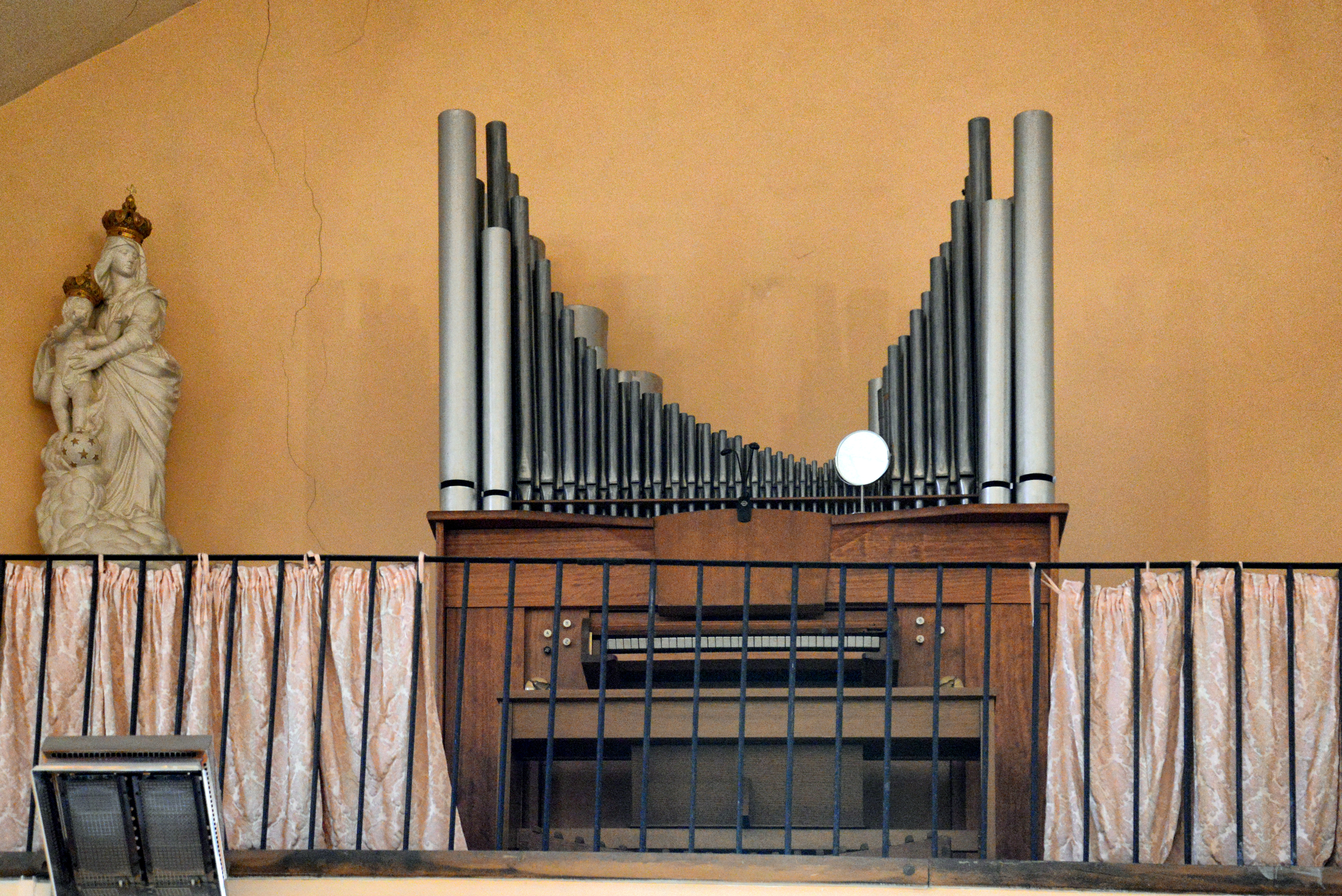
Orgue de la chapelle Notre-Dame.

##### Autres

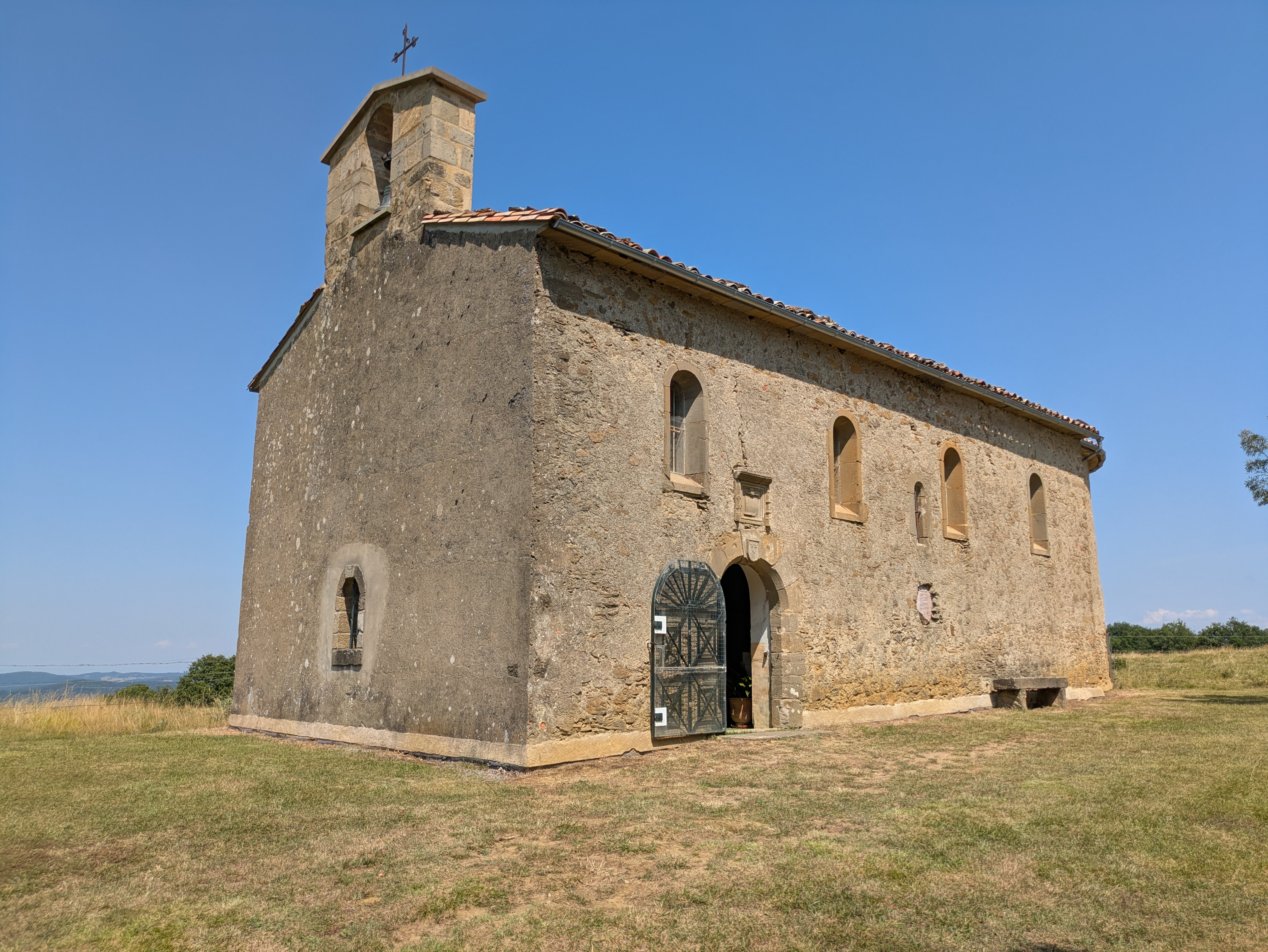
Chapelle Saint-Roche

- Chapelle Saint-Roch[69] qui a été construite à la suite de la grande peste de 1549. L'édifice religieux se situe à environ 1 km « à vol d'oiseau », au sud-est de l'église du Saint-Sacrement. Elle a été construite isolément, sur une ligne de crête, à près de 590 m d'altitude, faisant face au sud à la Serre de Galinat.

#### Patrimoine civil

##### Jardin d'agrément dit parc des Ricalens
Le jardin d'agrément dit « parc des Ricalens » situé rue Georges-Clemenceau, propriété de la commune, figure au pré-inventaire des jardins remarquables. Il est repris à l'Inventaire général du patrimoine culturel (documentation préalable).

##### Autres

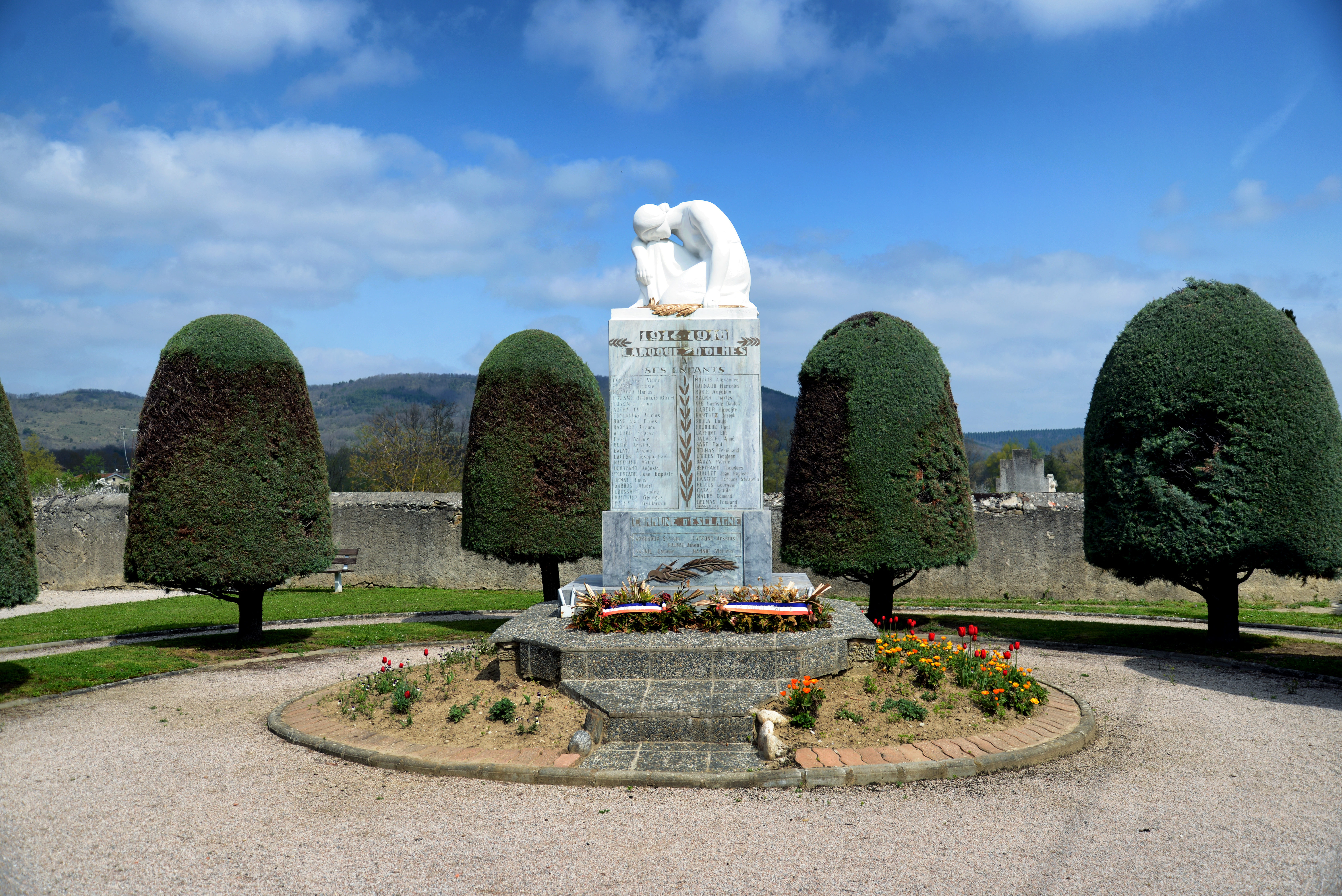
Monument aux morts.

- Monument aux morts, situé au sud du cimetière, à l'entrée du bourg par la route D 928.
- Présence des traces d'un sarcophage dans les murs d'enceinte du cimetière (origine romaine ?).

### Personnalités liées à la commune
- Bien que natif de Lavelanet, où à l'époque se situait la maternité maintenant sise à Saint-Jean-de-Verges, Fabien Barthez a passé toute son enfance à Laroque-d'Olmes.
- L'historien et hispaniste Joseph Pérez est né à Laroque-d'Olmes en 1931.
- Michel Thierry (1928-2021), industriel du textile.

### Héraldique
| Blason de Laroque-d'Olmes | Blason  | De gueules à trois rocs d'échiquier d'or.                                                                        |
| Blason de Laroque-d'Olmes | Détails | La municipalité utilise alternativement les deux blasons et porte celui de gueules légèrement modernisé en logo. |
| Blason de Laroque-d'Olmes | Alias   | D'azur à trois rochers d'argent.                                                                                 |

## Pour approfondir